# Ela Angerer

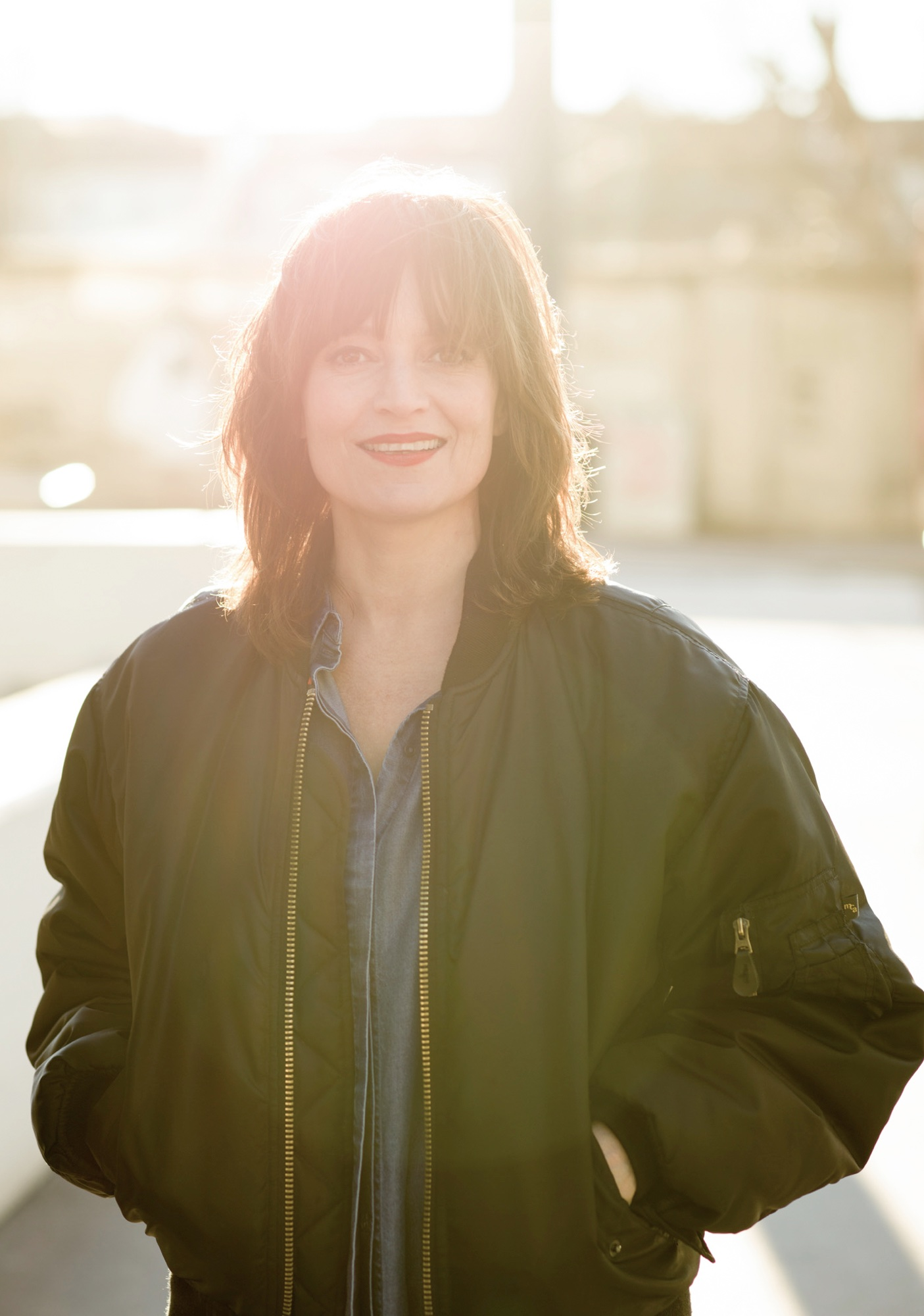
Ela Angerer (2016), fotografiert von Peter Rigaud

 Ela Angerer (* 20. Oktober 1964 in Wien) ist eine österreichische Schriftstellerin und Fotografin.

## Leben
Ela Angerer wurde 1964 in Wien geboren und lebte später mit ihren Eltern in Vorarlberg. Kurz vor der Matura brach sie die Schule ab. Nach einem längeren Aufenthalt in Paris ging sie 1983 nach Wien. Jahrelang war sie als Journalistin für österreichische Tageszeitungen und Magazine tätig, darunter für Kurier, Der Standard, Format, Festspiele Magazin und News. Für News schrieb sie zwei Jahre lang unter dem Titel Stilfragen eine wöchentliche Kolumne über Mode und Trends. Seit 2018 ist sie Kolumnistin der österreichischen Tageszeitung Der Standard.
Ela Angerer war mit dem Journalisten Lorenz Gallmetzer verheiratet. Aus einer früheren Beziehung hat sie einen erwachsenen Sohn.

## Karriere als Schriftstellerin
Ela Angerer ist seit 2010 Herausgeberin der Buchreihe Moderne Nerven, die im Czernin Verlag erscheint. Aus den Texten des dritten Bandes, Porno, verfasste sie das gleichnamige Theaterstück, das unter ihrer Regie im Herbst 2011 im Rabenhof Theater in Wien uraufgeführt wurde (Darsteller: Philipp Hochmair, Robert Palfrader, Manuel Rubey und Jaschka Lämmert). Das Medienecho, welches das Stück in Österreich hervorrief, kommentierte der Direktor des Rabenhof Theaters, Thomas Gratzer, gegenüber dem Nachrichtenmagazin profil mit der Aussage: „Eine originelle Underground-Pimperlveranstaltung wurde hier von den Medien zu einer Handke-Premiere im Burgtheater hochgefahren. Von mir aus auch ok.“ Angerer ließ diese Aussage während der Aufführung auf die Bühne projizieren, genauso wie einen Kommentar ihrer Mutter über ihr Aussehen und persönliche Zitate der Schauspieler.
2014 veröffentlichte Angerer im Deuticke Verlag ihren ersten Roman Bis ich 21 war. Obwohl Angerers Buch im Klappentext „autobiografische Züge“ zugeschrieben wurden, erklärte die Autorin in späteren Interviews, dass der Text nicht als Niederschrift ihrer eigenen Geschichte zu lesen sei. Es sei ihr darum gegangen, das Lebensgefühl einer an Konsum und Äußerlichkeiten orientierten bürgerlichen Gesellschaft im Österreich der 1960er- bis 1980er-Jahre auszuloten.
Angerers Romandebüt wurde vom Feuilleton durchwegs positiv aufgenommen: Die Frankfurter Allgemeine Sonntagszeitung bewertete den Roman in der Rubrik Die wichtigsten Debüts als „gutes Buch“. Die Neue Zürcher Zeitung lobte Angerers „Kunststück, den kindlichen Blick zurechtzurücken, ohne ihn zu verraten.“ Die Salzburger Nachrichten attestierten der Autorin: „Mit diesem Roman hat sie ihren Platz in der österreichischen Literatur als Singulär gesichert.“
Im Herbst 2016 erschien ihr Roman Und die Nacht prahlt mit Kometen im Aufbau-Verlag. Pressestimmen: „Jeder von uns ist schon einmal in eine Liebesbeziehung hineingeschlittert, die ihm nicht gut tut. Davon erzählt dieses Buch. Und es ist richtig gut.“ (Christine Westermann / WDR) – „Mit ihrem zweiten Roman hat sich Ela Angerer als Schriftstellerin etabliert.“ (Anton Thuswaldner /  Salzburger Nachrichten) – „Auf poetische Weise zeigt Angerer auf, dass sich Gefühle nicht steuern lassen“ (ORF)

## Werke
Anthologien der Buchreihe Moderne Nerven, hrsg. von Ela Angerer
- 2010: Abwärts, Czernin, Wien, mit Texten von Thomas Glavinic, Doris Knecht, Christopher Just, Conny Habbel, Thomas Draschan, Angelika Hager, Christian Schachinger, Michael Leon und Ela Angerer. Illustrationen von Thomas Draschan, ISBN 978-3-7076-0338-5.
- 2011: Brennstoff, Czernin, Wien, mit Texten von Joachim Lottmann, Peter Hein, David Schalko, Manuel Rubey, Doris Knecht, Caroline Wolf, Christian Schachinger, Manfred Peckl und Ela Angerer. Illustrationen von Manfred Peckl, ISBN 978-3-7076-0351-4.
- 2011: Porno, Czernin, Wien, mit Texten von Robert Palfrader, Joachim Lottmann, Thomas Glavinic, Philipp Hochmair, Julya Rabinowich, Christopher Just, Melanie Kretschmann, Thomas Draschan, Barbi Markovic und Michael Leon. Illustrationen von Lukas Pusch, ISBN 978-3-7076-0383-5.

Romane und Kurzgeschichten
- 2014: Bis ich 21 war. Deuticke, Wien 2014, ISBN 978-3-552-06254-2.
- 2015: Die Essigmutter. Kurzgeschichte in der Anthologie Tortenschlachten (hrsg. von Petra Hartlieb), Residenz Verlag, Salzburg 2015, ISBN 978-3-7017-1646-3.
- 2016: Und die Nacht prahlt mit Kometen. Aufbau, Berlin 2016, ISBN 978-3-351-03647-8.